# H-34 喬克托直升機
H-34 喬克托直升機（英語：H-34 Choctaw)是一款由西科斯基研製的通用直升機。起初是希望作為一款供美國海軍使用的反潛直升機，然而此設計卻吸引到美國空軍和美國陸軍，並作為中型運輸直升機使用，並且囊括滅火、搜救、人員運載和航太器材回收等任務。它也是最後一款在美國海軍陸戰隊服役的活塞發動機直升機。其命名保持美軍以美洲原住民命名的傳統，源於喬克托族。

## 發展
西科斯基S-58是H-19契克索的升級版，設計上大致相同，但具有拖尾式後機身和起落架，而不是4起落架模式。S-58於1958年3月8日首飛，並於9月首先服役於美國海軍。初始型號為HSS-1 Seabat海蝠(反潛版本)和 HUS-1 Seahorse海馬(運輸版本)。而後美國海岸警衛隊也於1955至1957年訂購。根據美國陸軍飛機命名系統(也適用美國空軍)，這架直升機編號為H-34。美國陸軍也將這架直升機命名為喬克托。1962年，根據1962年美國三軍航空器命名系統，海蝠編號為SH-34，海馬編號為UH-34，喬克托編號為CH-34。
CH-34功能包括公用事業運輸、反潛、搜救和貴賓運輸。在其標準配置中，運輸版本可以運載12到16名士兵，如果用於醫療後送任務，則可以運載8個擔架。
CH-34也是由威士特蘭於1958年在英國獲得建造與發展許可，並成為威塞克斯式直昇機，服役於英國皇家海軍和英國皇家空軍及其他國家，同時也有民用。

## 型號
- H-34A

美國陸軍版的HSS-1，1962年編號為CH-34A，共製造359架並有21架從美國海軍轉移。
- JH-34A

用於武器測試的H-34A。
- VH-34A

變成人員運輸版本的H-34A。
- H-34B

進行了細節更新的H-34A，1962年編號為CH-34B。
- H-34C

進行了細節更新的H-34B，1962年編號為CH-34C。
- JH-34C

用於武器測試的H-34C。
- VH-34C

變成人員運輸版本的H-34C。
- HH-34D

因1962年美國三軍航空器命名系統而重新編號的美國空軍版本。
- LH-34D

1962 年重新編號的HUS-1L。
- UH-34D

於1962年重新編號的HUS-1，並新建造了54架。
- VH-34D

於1962年重新編號的HUS-1Z。
- UH-34E

於1962年重新編號的HUS-1A。
- HH-34F

於1962年重新編號的HUS-1G。
- YSH-34G

於1962年重新編號的YHSS-1。
- SH-34G

於1962年重新編號的HSS-1。
- SH-34H

於1962年重新編號的HSS-1F。
- YSH-34J

於1962年重新編號的YHSS-1N。
- SH-34J

於1962年重新編號的HSS-1N。
- UH-34J

沒有反潛設備，用於運輸及訓練的SH-34J。
- HH-34J

由美國空軍操作的前美國海軍UH-34J。
- VH-34J

變成人員運輸版本的SH-34J。
- XHSS-1 Seabat 海蝠

三架工美機海軍評估的S-58，初始編號為YHSS-1，於1962年重新編號為YSH-34G。
- HSS-1 Seabat 海蝠

為美國海軍生產的反潛型，1962年重新編號為SH-34G，建造了215架。
- HSS-1F Seabat 海蝠

一架HSS-1改裝了兩具YT-58-GE的HSS-1，1962年重新編號為SH-34H。
- YHSS-1N Seabat 海蝠

一架改裝為HSS-1N的HSS-1，1962年重新編號為YSH-34J。
- HSS-1N Seabat 海蝠

夜視及惡劣天氣版本的HSS-1，改進了航空電子設備和自動駕駛儀，1962年重新編號為SH-34J，建造了167架（另外75架HSS-1機身是依照西德標準的CH-34C建造。
- HUS-1 Seahorse 海馬

用於美國海軍陸戰隊的HSS-1的多用途運輸版本，1962年重新編號為UH-34D，建造了462架。
- HUS-1A Seahorse 海馬

40架配備兩棲浮筒的HUS-1，1962年重新編號為UH-34E。
- HUS-1G Seahorse 海馬

美國海岸警衛隊版本的HUS-1，1962年重新編號為HH-34F，共建造了6架。
- HUS-1L Seahorse 海馬

4架改裝後供美國海軍VXE-6中隊於南極使用的HUS-1，1962年重新編號為LH-34D。
- HUS-1Z Seahorse 海馬

7架裝備於行政飛行支隊(英語：Executive Flight Detachment)的HUS-1，擁有VIP內裝，1962年重新編號為VH-34D。
- CH-126

加拿大軍隊版本的S-58B。
- S-58A

運送基礎貨物的商業命名版本，於1956年獲得認證。
- S-58B

運送特殊貨物的商業命名版本，於1956年獲得認證。
- S-58C

商業客運/客機版本，於1956年獲得認證。
- S-58D

商業客運/客機版本，於1961年獲得認證。
- 'S-58E

於1971年獲得認證。
- S-58F

增加最大載重的S-58B，於1972年獲得認證。
- S-58G

增加最大載重的S-58C，於1972年獲得認證。
- S-58H

增加最大載重的S-58D，於1972年獲得認證。
- S-58J

增加最大載重的S-58E，於1972年獲得認證。
- S-58T

使用 普拉特·惠特尼加拿大公司PT6T-3 Twin-Pac渦輪軸發動機版本的S-58，帶有特殊的前整流罩，具有獨特的雙矩形進氣口。
相關型號如下:
- S-58BT

更換引擎的S-58B。
- S-58DT

更換引擎的S-58D。
- S-58ET

更換引擎的S-58E。
- S-58FT

更換引擎的S-58F。
- S-58HT

更換引擎的S-58H。
- S-58JT

更換引擎的S-58J。
- Orlando Heli-Camper / Winnebago Heli-Home

由沃倫貝格工業和奧蘭多直升機改造的版本，使用Wright Cyclone R-1820-24引擎
- Orlando Airliner 奧蘭多客機

商用18座客機版本。
- 威塞克斯式直昇機

授權威士特蘭製造的S-58。

## 服役國家
| - 阿根廷 - 比利时 - 巴西 - 加拿大 - 智利 - 法國 - 西德 - 海地 - 印度尼西亞 - 義大利 - 以色列 - 日本 - 高棉共和國 - 寮王國 - 荷蘭 - 尼加拉瓜 - 菲律賓 - 中華民國 - 泰國 - 美国 - 乌拉圭 |

## 外部連結
（页面存档备份，存于）
 （页面存档备份，存于）